# Lyman (Mississipi)
Lyman és una concentració de població designada pel cens dels Estats Units a l'estat de Mississipi. Segons el cens del 2000 tenia 1.081 habitants.

## Demografia
Segons el cens del 2000, Lyman tenia 1.081 habitants, 367 habitatges, i 289 famílies. La densitat de població era de 52,4 habitants per km².
Dels 367 habitatges en un 42% hi vivien nens de menys de 18 anys, en un 63,5% hi vivien parelles casades, en un 11,7% dones solteres, i en un 21% no eren unitats familiars. En el 16,6% dels habitatges hi vivien persones soles el 5,2% de les quals corresponia a persones de 65 anys o més que vivien soles. El nombre mitjà de persones vivint en cada habitatge era de 2,95 i el nombre mitjà de persones que vivien en cada família era de 3,31.
Per edats la població es repartia de la següent manera: un 29,5% tenia menys de 18 anys, un 11,7% entre 18 i 24, un 28% entre 25 i 44, un 23,5% de 45 a 60 i un 7,3% 65 anys o més.
L'edat mediana era de 33 anys. Per cada 100 dones de 18 o més anys hi havia 94,9 homes.
La renda mediana per habitatge era de 41.786 $ i la renda mediana per família de 60.714 $. Els homes tenien una renda mediana de 35.114 $ mentre que les dones 26.985 $. La renda per capita de la població era de 19.847 $. Entorn del 3% de les famílies i el 3,7% de la població estaven per davall del llindar de pobresa.

## Poblacions properes
El següent diagrama mostra les poblacions més properes.